# Gelukzoekers
Gelukzoekers is een Nederlandse televisiefilm uit 2018, die is gemaakt als onderdeel van Telefilm. De film werd uitgezonden door de VPRO op 2 maart 2018.

## Verhaal
Harko (David Elsendoorn) is een jongen die in een Gronings boerendorp woont. Wanneer hij samen met zijn vrienden bij een bushalte zit te chillen, arriveert er een bus met nieuwe asielzoekers in het nabijgelegen asielzoekerscentrum. Een van hen is de Syrische Faiza (Jouman Fattal). Samen met haar gezin vecht ze voor een verblijfsvergunning, maar er lijkt geen schot in de zaak te komen. Ondertussen verloopt ook het leven van Harko verre van probleemloos. Het dorp wordt geteisterd door aardbevingen, veroorzaakt door de gaswinning in Groningen, en het huis loopt zo veel schade op dat het onbewoonbaar dreigt te worden. Maar dwars door alle problemen en onzekerheden heen, bloeit er een verliefdheid op tussen Harko en Faiza op die onstabiele grond.

## Rolverdeling

### Hoofdrollen
- David Elsendoorn – Harko
- Jouman Fattal – Faiza

### Bijrollen
- Marius Mensink – Anne-Jan
- Peter Boven – Siebold
- Joost Koning – Wesley
- Sabri Saad El-Hamus – Adel
- Anniek Pheifer – Japke
- Marcel Hensema – Henk
- Albert Secuur – Stinis
- Nanette Edens – Alie
- Dzifa Kusenuh – Loubna
- Susannah Elmecky – Elena
- Eileen Farnham – Castadiva
- Zahra Lfil – Hillary
- Fadel El Hakim – Salman
- Rayfa Ahmad – Sumaya
- Jeroen de Man – hoofd beveiliging
- Joris Smit – filiaalmanager
- Mads Wittermans & Wouter van Oord – taakgestraften
- Kees Hulst – minister
- Tijn Docter – advocaat
- Ian Bok – politieagent
- Sophie van Winden – talentscout
- Ko van den Bosch – Kolfschoten
- Lusanne Arts – Floor
- Anna van Dijk – plastisch chirurg